# Record de France de natation dames du 100 mètres nage libre
Progression du record de France de natation sportive dames pour l'épreuve du 100 mètres nage libre en bassin de 50 et 25 mètres.

## Bassin de 50 mètres
| Temps         | Athlète             | Naissance | Âge | Club                     | Compétition                   | Lieu           | Date              |
| ------------- | ------------------- | --------- | --- | ------------------------ | ----------------------------- | -------------- | ----------------- |
| 1 min 00 s 71 | Guylaine Berger     | 1956      | 17  | CN Maisons-Alfort        | Championnats de France        | Vittel         | 15 juillet 1973   |
| 1 min 00 s 29 | Guylaine Berger     | 1956      | 17  | CN Maisons-Alfort        |                               | Rennes         | 18 août 1973      |
| 59 s 51       | Guylaine Berger     | 1956      | 17  | CN Maisons-Alfort        | Championnats du monde (f)     | Belgrade       | 9 septembre 1973  |
| 59 s 22       | Guylaine Berger     | 1956      | 18  | CN Maisons-Alfort        | Championnats de France        | Bordeaux       | 24 mars 1974      |
| 59 s 22       | Guylaine Berger     | 1956      | 18  | CN Maisons-Alfort        |                               | Paris          | 4 août 1974       |
| 59 s 22       | Guylaine Berger     | 1956      | 18  | CN Maisons-Alfort        | Championnats d'Europe (s)     | Vienne         | 18 août 1974      |
| 58 s 81       | Guylaine Berger     | 1956      | 18  | CN Maisons-Alfort        | Championnats d'Europe (f)     | Vienne         | 19 août 1974      |
| 58 s 46       | Guylaine Berger     | 1956      | 19  | CN Maisons-Alfort        | Championnats de France        | Paris          | 2 août 1975       |
| 58 s 35       | Guylaine Berger     | 1956      | 23  | AS Sucy-en-Brie N        | Rencontre France-Québec       | Montréal       | 31 janvier 1979   |
| 58 s 06       | Guylaine Berger     | 1956      | 23  | AS Sucy-en-Brie N        |                               | Rio de Janeiro | 8 avril 1979      |
| 57 s 80       | Guylaine Berger     | 1956      | 24  | AS Sucy-en-Brie N        | Jeux Olympiques (s)           | Moscou         | 20 juillet 1980   |
| 57 s 49       | Sophie Kamoun       | 1967      | 17  | CS Clichy 92             | Jeux Olympiques (s)           | Los Angeles    | 29 juillet 1984   |
| 57 s 23       | Laurence Lacombe    | 1969      | 16  | CN Polynésie             | Championnats de France        | Dunkerque      | 16 août 1985      |
| 56 s 93       | Sophie Kamoun       | 1967      | 19  | CS Clichy 92             | Championnats du monde         | Madrid         | 17 août 1986      |
| 56 s 64       | Catherine Plewinski | 1968      | 20  | CNSR Cluses              |                               | Strasbourg     | 24 janvier 1987   |
| 56 s 63       | Catherine Plewinski | 1968      | 20  | CNSR Cluses              | Championnats d'Europe         | Strasbourg     | 20 août 1987      |
| 56 s 39       | Catherine Plewinski | 1968      | 20  | CNSR Cluses              | Championnats de France        | Vittel         | Mars 1988         |
| 55 s 53       | Catherine Plewinski | 1968      | 20  | CNSR Cluses              | Jeux Olympiques (s)           | Séoul          | 18 septembre 1988 |
| 55 s 49       | Catherine Plewinski | 1968      | 20  | CNSR Cluses              | Jeux Olympiques (f)           | Séoul          | 19 septembre 1988 |
| 55 s 11       | Catherine Plewinski | 1968      | 21  | CNSR Cluses              | Championnats d'Europe (r)     | Bonn           | 17 août 1989      |
| 54 s 73       | Malia Metella       | 1982      | 22  | USLM Pacoussines Cayenne | Championnats de France        | Dunkerque      | 22 avril 2004     |
| 54 s 57       | Malia Metella       | 1982      | 22  | USLM Pacoussines Cayenne | Championnats d'Europe (df)    | Madrid         | 11 mai 2004       |
| 54 s 46       | Malia Metella       | 1982      | 22  | USLM Pacoussines Cayenne | Championnats d'Europe (f)     | Madrid         | 12 mai 2004       |
| 54 s 27       | Malia Metella       | 1982      | 26  | Dauphins du TOEC         | Championnats de France (df)   | Dunkerque      | 24 avril 2008     |
| 53 s 99       | Malia Metella       | 1982      | 26  | Dauphins du TOEC         | Championnats de France (f)    | Dunkerque      | 25 avril 2008     |
| 53 s 97       | Céline Couderc      | 1983      | 25  |                          | Jeux Olympiques (r)           | Pékin          | 9 août 2008       |
| 53 s 49       | Malia Metella       | 1982      | 27  | Dauphins du TOEC         | Championnats de France (f)    | Montpellier    | 24 avril 2009     |
| 53 s 36       | Charlotte Bonnet    | 1995      | 23  | Olympic Nice Natation    | Meeting Open Méditerranée (f) | Marseille      | 8 avril 2018      |
| 52 s 74       | Charlotte Bonnet    | 1995      | 23  | Olympic Nice Natation    | Championnats de France (f)    | Saint-Raphaël  | 26 mai 2018       |

## Bassin de 25 mètres
| Temps   | Athlète           | Naissance | Âge | Club                            | Compétition                   | Lieu        | Date             |
| ------- | ----------------- | --------- | --- | ------------------------------- | ----------------------------- | ----------- | ---------------- |
| 53 s 57 | Malia Metella     | 1982      | 21  | USLM Pacoussines-Cayenne        | Championnats d'Europe         | Dublin      | 11 décembre 2003 |
| 53 s 15 | Malia Metella     | 1982      | 21  | USLM Pacoussines-Cayenne        | Championnats d'Europe         | Dublin      | 12 décembre 2003 |
| 53 s 10 | Alena Popchanka   | 1979      | 27  | CS Clichy 92                    | Championnats d'Europe         | Helsinki    | 7 décembre 2006  |
| 52 s 91 | Alena Popchanka   | 1979      | 27  | CS Clichy 92                    | Championnats d'Europe (f)     | Helsinki    | 8 décembre 2006  |
| 52 s 74 | Camille Muffat    | 1989      | 21  | Olympic Nice Natation           | Championnats de France (f)    | Chartres    | 5 décembre 2010  |
| 52 s 41 | Camille Muffat    | 1989      | 21  | Olympic Nice Natation           | Championnats du monde (f)     | Dubaï       | 17 décembre 2010 |
| 52 s 04 | Charlotte Bonnet  | 1995      | 22  | Olympic Nice Natation           | Championnats de France (f)    | Montpellier | 30 novembre 2017 |
| 51 s 71 | Charlotte Bonnet  | 1995      | 22  | Olympic Nice Natation           | Championnats d'Europe         | Copenhague  | 14 décembre 2017 |
| 51 s 65 | Charlotte Bonnet  | 1995      | 22  | Olympic Nice Natation           | Championnats d'Europe (f)     | Copenhague  | 15 décembre 2017 |
| 51 s 45 | Marie Wattel      | 1997      | 22  | Montpellier Métropole Natation  | Championnats de France (f)    | Angers      | 12 décembre 2019 |
| 51 s 30 | Béryl Gastaldello | 1995      | 25  | Cercle des nageurs de Marseille | International Swimming League | Budapest    | 31 octobre 2020  |
| 51 s 16 | Béryl Gastaldello | 1995      | 25  | Cercle des nageurs de Marseille | International Swimming League | Budapest    | 10 novembre 2020 |
| 50 s 63 | Béryl Gastaldello | 1995      | 29  | Etoiles 92 Natation             | Championnats du monde         | Budapest    | 12 décembre 2024 |